# Scantia (cràter)
Scantia és un cràter amb coordenades planetocèntriques de 31.72 ° de latitud nord i 67.02 ° de longitud est, sobre la superfície de l'asteroide del cinturó principal (4) Vesta. Fa 18.61 km de diàmetre. El nom adoptat com a oficial per la UAI el 28 de febrer de 2012 fa referència a Scantia, verge vestal romana.